# Arabica
Arabica (ارابٖںڄا) ili arebica (ارەبٖںڄا) oblik je arapskog pisma prilagođen fonetskom pravopisu, njome su se služili bosanskohercegovački muslimani od početka 16. do sredine 20. stoljeća. Danas se koristi u osobnoj korespondenciji.

## Povijest nastanka arabice
Arabica je nastala ulaskom Bosne u osmanlijsko-islamski civilizacijski i kulturni krug. U Bosni su udomaćeni nazivi arebica, matufovica, u vjerskoj nastavi mektebica. U razdoblju od 15. do 20. stoljeća. u Bosni je na bazi ovoga pisma nastala jedna specifična usporedna pismenost spram pismenosti na arvatici. Bosanskohercegovački muslimani su proizveli arabicu, arapsko pismo prilagođeno fonetičkom sustavu hrvatskog jezika. Na ovom pismu je nastala neobična književnost, bogata duhom i umjetnošću, nazvana adžamijska književnost. Najstariji tekst na hrvatskom jeziku pisan arapskim pismom je Početnica iz doba Mehmeda II. el-Fatiha (1451. – 1481.) kojoj se javlja izvjestan broj naših riječi pisan arapskim slovima. Način pisanja riječi iz hrvatskog jezika, u ovoj početnici i na drugim mjestima u to vrijeme, nesistematičan je i nedosljedan, što je, pored ostalog, i posljedića slabog poznavanja hrvatskog jezika od onih koji su pisali te riječi, ali i načina pisanja Osmanlija, koji tada djelomično ili potpuno propuštaju da obilježe dijaktitičke i pismene druge slične znakove, a koji ponekad pojedini naš glas označavaju pomoću više arapskih slova ili obratno, više naših glasova bilježe samo jednim slovom i slično. Za najstariji cjelovit tekst na hrvatskom jeziku pisan arabicom smatra se pjesma nekog Mehmeda pod naslovom  Hırvat türkisi  nastala u Erdelju. Ona potječe iz 1588/1589. godine.
Od 17. stoljeća bosanskohercegovački muslimani rabe arapsko pismo za pisanje svojih djela na hrvatskom jeziku. U 19. i 20. st. bilo je pokušaja i nastojanja da se arapsko pismo fonetizira, adaptira fonetici hrvatskog jezika. Najznačajnija reforma arabice, ali ujedno i posljednja, bila je ona za koju je dao inicijativi Mehmed Džemaluddin Čaušević profesor arapskog jezika na gimnaziji i Šerijatskoj sudačkoj školi, a kasniji član Ulema-medžlisa (1905.) i reis-ul-ulema (od 1914. do 1930.). Po nadimku "matuf", koji su mu dali protivnici, ova vrsta arabice nazvana je matufovica (ماتۆفۉوٖںڄا) ili matufovača (ماتۆفۉواچا), a po svojoj upotrabi u školama, mektebima rjeđe je nazivana i mektebica (مەقتهبٖںڄا) ili reformirana arabica (رەفۉرمٖںرانا ارابٖںڄا). 
S obzirom na to da je većini bosanskohercegovačkih muslimana iz vjerske obuke bilo tada poznato arapsko pismo ovakva, donekle, uproštena sistematizirana arabice uživala je priličnu popularnost u prvo vrijeme. Godine 1907. Islamska dionička štamparija u Sarajevu nabavila je potrebna slova za tiskanje Čauševićeve reformirane arabice, te je otada tiskano u njoj pedesetak knjiga u ukupnoj nakladi od 520.000 primjeraka. Ovim pismom tiskani su i listovi: Muallim, Tarik i Misbah (1908., 1910.), te dva kalendara nazvana Mekteb za 1908. godinu. Koliko je reformirana arabica bila tada popularna, svjedoči i to što je Bosanski sabor 1911. godine bio zaključio da se svi javni natpisi, uz latinicu i ćirilicu, pišu i arabicom, ali je tadašnja vlada poništila taj njegov zaključak. Uskoro je, međutim, arabica postepeno počela gubiti svoju popularnost. Ipak je još godine 1922. Jugoslavenska muslimanska organizacija javno protestirala protiv zaključka bosansohercegovačkih muslimanskih prosvjetnih vlasti što se otada vjerske knjige štampaju latinicom, a ne arabicom. U toku daljih nekoliko godina ona je sve više ustupala mjesto latinici i ćirilici. Tiskanje knjiga arabicom završeno je 1941. god. (posljednja knjiga je od Muhameda Sejida Serdarevića Fikuhul-ibadat). Poslije toga je ostala u osobnoj korespondenciji kao i arvatica.
Književnost pisana arabicom pretežno je u stihu, ali ima i proze, uglavnom vjerskog sadržaja. Od književnih djela pisanih arabicom ističu se ilahije, pobožne pjesme, srodne narodnoj poeziji, te kaside – poučne pjesme. Uz to ima i domoljubne i ljubavne lirike. U prozi su pisani: mahzari i arzuhali (službene predstavke i legende). Arabica ima neka slova kojih nema u arapskom, a neka su uzeta iz turskoga i perzijskoga jezika.
Prvo djelo tiskano na arabici nakon 64 godine je strip Hadži Šefko i hadži Mefko objavljen 2005. godine (autori: Amir Al-Zubi i Meliha Čičak-Al-Zubi), koje je ujedno i prvi strip na arabici uopće. Prva knjiga tiskana na arabici nakon 72 godine je Epohe fonetske misli kod Arapa i arebica objavljena travnja 2013. godine u Beogradu, autora Aldina Mustafića. Knjiga predstavlja upotpunjenje standardiranja arabice koje se oslanja na Čauševićevu verziju, te je, također, udžbenik za visoko obrazovanje.

## Harfovica
Slova arabice se nazivaju harfovi, pa je harfovica abedeca arabice. Harfovica ima sljedeći slovored:
| arabica | latinica | arabica | latinica | arabica | latinica |
| ------- | -------- | ------- | -------- | ------- | -------- |
| آ       | a        | غ       | g        | ۉ       | o        |
| ب       | b        | ح       | h        | پ       | p        |
| ڄ       | c        | اى      | i        | ر       | r        |
| چ       | č        | ي       | j        | س       | s        |
|         | ć        | ق       | k        | ش       | š        |
| د       | d        | ل       | l        | ت       | t        |
| ج       | dž       | ڵ       | lj       | ۆ       | u        |
|         | đ        | م       | m        | و       | v        |
| ه       | e        | ن       | n        | ز       | z        |
| ف       | f        | ںٛ       | nj       | ژ       | ž        |

## Primjeri
Arabica:
مۉلٖںمۉ سه‌ ته‌بٖى بۉژە
Latinica:
Molimo se tebi, Bože

### Univerzalna deklaracija o ljudskim pravima
Arabica:
سوا ڵۆدسقا بٖںڃا راݗايۆ سە سلۉبۉدنا وٖ يەدناقا ۆ دۉستۉيانستوۆ وٖ پراوٖںما. ۉنا سۆ ۉبدارەنا رازۆمۉم وٖ سوۀشڃۆ وٖ ترەبا دا يەدنۉ پرەما درۆغۉمە پۉستۆپايۆ ۆ دۆحۆ براتستوا.

Latinica:
Sva ljudska bića rađaju se slobodna i jednaka u dostojanstvu i pravima. Ona su obdarena razumom i sviješću i treba da jedno prema drugome postupaju u duhu bratstva.

### Teheran
Arabica:
تَهْرَان يە غلاونٖى وٖ نايوەڃٖى غراد إِيرَانا، سيەدٖںشتە تَهْرَانسقە پۉقرايٖںنە وٖ يەدان ۉد نايوەڃٖںح غرادۉوا سوەتا.
Latinica:
Teheran je glavni i najveći grad Irana, sjedište Teheranske pokrajine i jedan od najvećih gradova svijeta.

## Vanjske poveznice
- Muhamed Arnaut: Arebica